# Tuyên ngôn Alma Ata

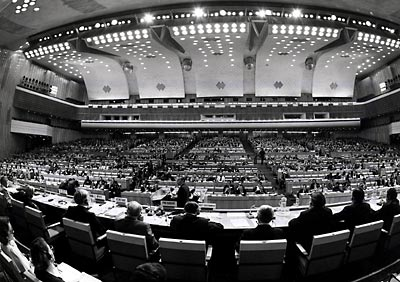
Hội nghị quốc tế về chăm sóc sức khỏe ban đầu năm 1978, được gọi là Tuyên ngôn Alma-Ata.

Tuyên ngôn Alma-Ata được công nhận tại Hội nghị Quốc tế về chăm sóc sức khỏe ban đầu ở Almaty (trước đây là Alma-Ata), Cộng hòa Xã hội chủ nghĩa Xô viết Kazakhstan (nay là Kazakhstan), 6-12 tháng 9 năm 1978. Tuyên ngôn này đã thỉnh nguyện hành động khẩn thiết từ toàn bộ các chính phủ, tất cả công nhân viên công tác xã hội và y tế, và toàn bộ cộng đồng thế giới nhằm bảo vệ và phát triển sức khỏe cho tất cả mọi người. Nó là tuyên ngôn thế giới đầu tiên nhấn mạnh tầm quan trọng của chăm sóc sức khỏe ban đầu. Chiến lược chăm sóc sức khỏe ban đầu từ đó đã được đồng thuận bởi các nước thành viên của Tổ chức Y tế thế giới (WHO) như là chìa khóa để đạt mục tiêu "Sức khỏe cho mọi người", nhưng ban đầu chỉ ở các nước đang phát triển. Năm năm sau, tất cả các nước thành viên WHO đều áp dụng cách làm này. Tuyên ngôn Alma-Ata năm 1978 trở thành một cột mốc quan trọng của thế kỉ 20 trong lĩnh vực sức khỏe cộng đồng, nó đã chỉ ra rằng chăm sóc sức khỏe ban đầu là chìa khóa để đạt được mục tiêu "Sức khỏe cho mọi người" trên toàn thế giới.